# Gare de Grammene
La gare de Grammene est une ancienne gare ferroviaire belge de la ligne 73, de Deinze à La Panne (frontière) située à Grammene, section de la commune de Deinze, dans la province de Flandre-Orientale en Région flamande.
Mise en service en 1868 par la Société des chemins de fer de la Flandre-Occidentale, elle ferme en 1984.

## Situation ferroviaire
Établie à 11 m d'altitude, la gare de Grammene était située au point kilométrique (PK) 4.5 de la ligne 73, de Deinze à La Panne (frontière française) entre la gare, ouverte, de Deinze et la halte, fermée, de Wontergem. Cette ligne résulte du regroupement des chemins de fer de Deinze à Tielt (Chemins de fer de la Flandre-Occidentale), de Tielt à Lichtervelde (État belge), Lichtervelde à Furnes (compagnie du chemin de fer du même nom) et de Furnes à la frontière française (Compagnie de Furnes à Dunkerque). Il s'agit alors d'une halte administrée depuis la gare d'Aarsele.

## Histoire
La halte de Grammene est mise en service le 25 avril 1868 par la Société des chemins de fer de la Flandre-Occidentale (FO) sur la ligne de Deynze à Thielt, mise en service le 31 décembre 1855.
Les Chemins de fer de l'État belge, future SNCB, rachètent le réseau FO en 1907 ; les autres compagnies constituantes de la Société générale d'exploitation de chemins de fer, propriétaires du reste de la ligne en direction d'Adinkerke ayant été nationalisées à la fin des années 1870.
L'existence d'un bâtiment de gare à Grammenne avant le déclenchement de la Première guerre mondiale n'est pas attestée. La carte de la commune dressée en 1910 ne représente pas non plus la route d'accès menant à la place de la gare. Le bâtiment de gare, construit au début des années 1920, est apparenté aux bâtiments type « reconstruction » créés par les Chemins de fer de l'État belge en remplacement de gares d'avant-guerre détruites au cours du conflit. Encore qualifiée de halte, dépourvue de rampe et pont à peser, en 1907, elle aurait été élevée au rang de station à une date inconnue.
La SNCB décide de mettre fin à l'arrêt à Grammene des trains de voyageurs lors de l'entrée en vigueur du plan IC-IR le 3 juin 1984.

## Patrimoine ferroviaire
Le bâtiment des recettes sert d'habitation particulière depuis 1985. Son aspect a été altéré après 1985.
Construit dans les années 1920, il appartient à la famille des bâtiments de gare type « reconstruction » des Chemins de fer de l'État belge, bien qu'il puisse s'agir d'une construction neuve afin d'agrandir une gare jusque là dépourvue de construction.
Se différenciant des bâtiments habituels pourvus d'une partie à étage, Grammene n'avait pas de pignons à pans-coupés et les toits ne se terminent pas par des demi-croupes. La gare de Nijlen, érigée en 1924 en remplacement d'un bâtiment trop petit n'ayant pas été atteint par la guerre, est le seul autre exemple à être dotée de pignons triangulaires.
L'aile principale accueillait la salle d'attente, le guichet et un magasin pour les petites marchandises (colis). Son aspect a été altéré après sa transformation en habitation. Disposée à gauche du corps de logis, elle se composait d'au-moins huit travées (une partie n'étant pas visible sur la photographie ci-dessous à cause de la largeur du corps de logis), de trois fenêtres éclairant la salle du guichet, d'une large porte et d'un groupe de deux petites fenêtres encadrant la porte du magasin. Côté quai, ce groupe se retrouve à l'identique, avec deux fenêtres sur sa gauche, un groupe de deux grandes fenêtres et une porte donnant sur la salle d'attente et un groupe (une porte et une fenêtre) servant d'accès au corps de logis.
Cette seconde partie, à deux étages, comporte cinq travées (groupées par deux et trois) côté quai. En forme de « L », il est légèrement moins long côté rue et ne comprend que quatre travées : deux grandes fenêtres au rez-de-chaussée et à l'étage, sous le pignon latéral, et une autre doublée d'une petite fenêtre au-dessus de la porte d'entrée. Le pignon latéral, qui n'existe pas côté voies, était éclairé par trois petites baies, remplacée par une plus grande fenêtre comme de nombreuses ouvertures de la gare. La cour de service à droite du corps de logis et son appentis en brique ont été remplacés par une extension après 1985 et le magasin à colis transformé en garage. L'annexe séparée des toilettes, à gauche du magasin, n'existe plus.

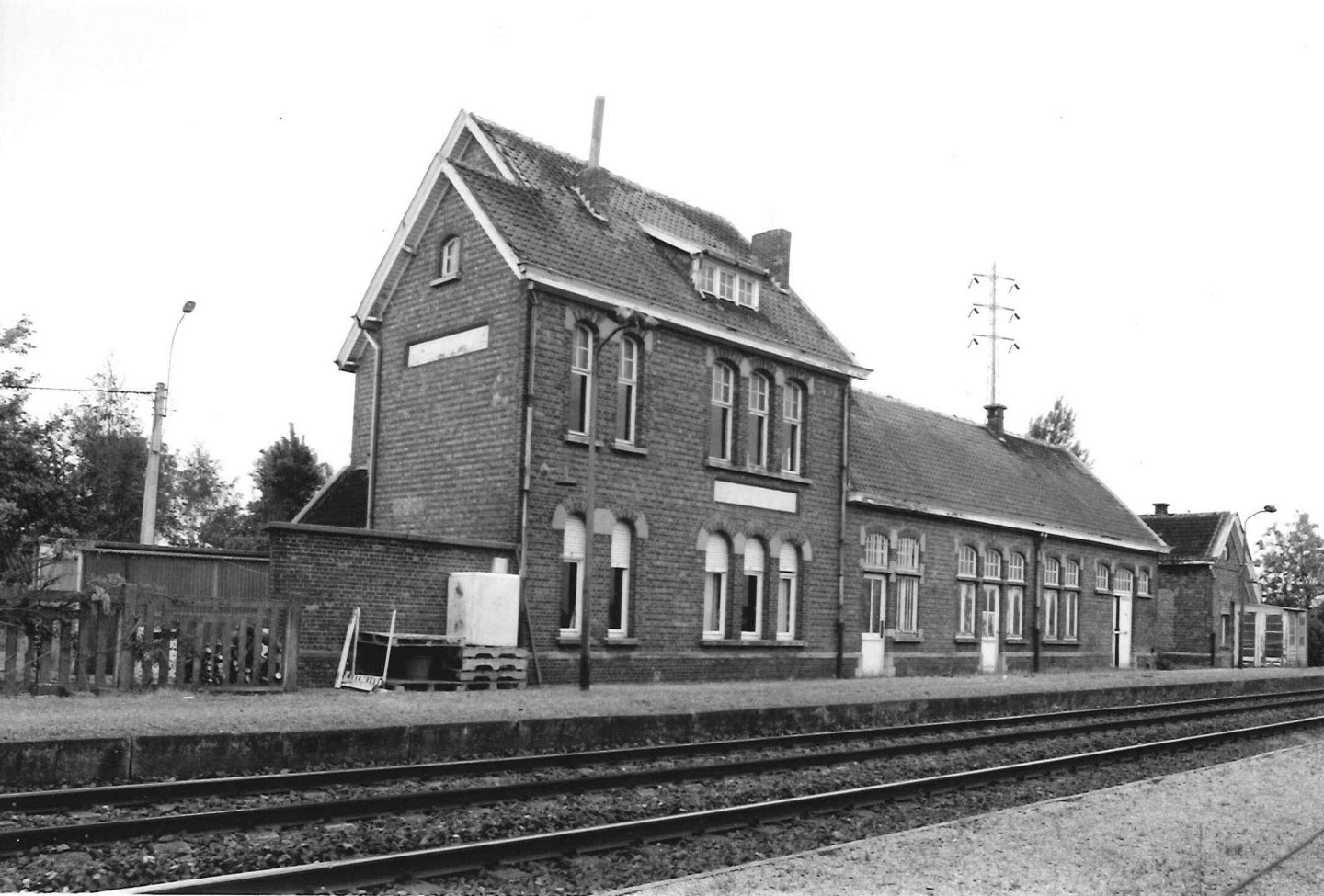
Aspect côté quais en 1985.
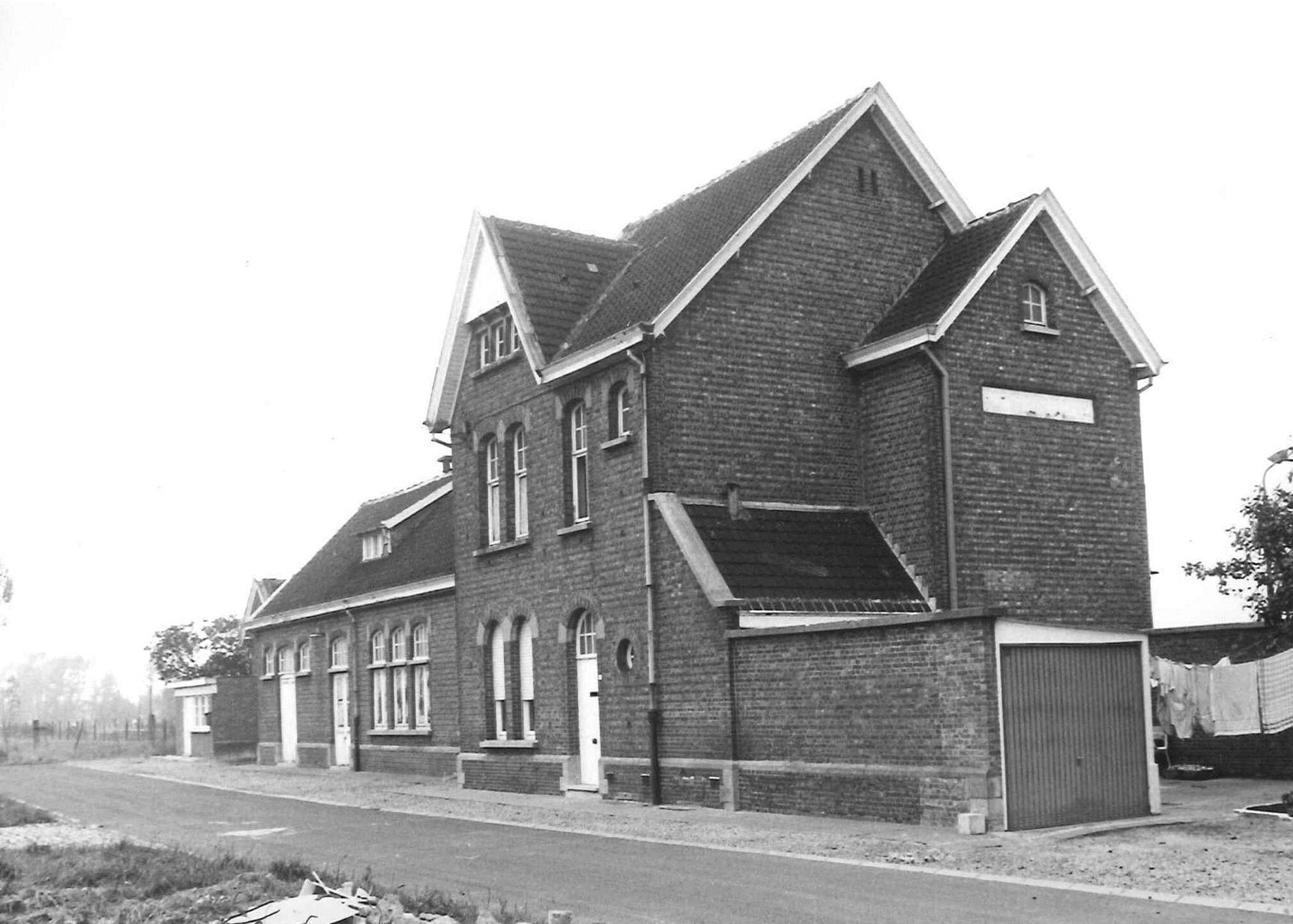
Côté rue, avant transformation.